# 飢餓營銷
饥饿营销又稱飢餓行銷，是商家為銷售產品而採取的一种营销策略和心理策略，商家故意營造商品的稀缺性以刺激消费者的購買欲望，消費者此時猶如處於一種飢餓狀態，並產生非理性購物念頭。。